# Marcos Pérez Jiménez
Marcos Pérez Jiménez (ur. 25 kwietnia 1914 w Michelenie w stanie Táchira, zm. 20 września 2001 w Madrycie) – wenezuelski wojskowy i polityk, prezydent Wenezueli (1952–1958).

## Życiorys
Był synem rolnika i nauczycielki. Studiował na uczelniach wojskowych w Wenezueli i Peru. W 1945 brał udział w zamachu stanu, po którym na czele państwa stanął Rómulo Betancourt. Po wyborach prezydenckich w 1947, które wygrał Rómulo Gallegos, Pérez Jiménez uczestniczył w kolejnym, tym razem prawicowym puczu zorganizowanym przez Carlosa Delgado Chalbaud, który został prezydentem w 1948. Po zamordowaniu Chalbaud, prezydentem został Germán Suárez Flamerich, który podjął próbę przywrócenia cywilnych rządów w państwie. 2 grudnia 1952 Marcos Pérez Jiménez przejął władzę i został tymczasowym prezydentem Wenezueli, oficjalny urząd prezydenta objął 19 kwietnia 1953. Wkrótce potem zmienił konstytucję przyznając sobie władzę dyktatorską. Okres jego rządów związany był ze wzrostem gospodarczym, jednakże wiązał się również z coraz większym uzależnieniem państwa od Stanów Zjednoczonych.
Sprawował władzę do 1958, kiedy zbrojne powstanie spowodowało, że uciekł do Stanów Zjednoczonych. W 1963 po ekstradycji do Wenezueli został postawiony przed sądem i oskarżony o korupcję oraz nadużycia. W oczekiwaniu na proces spędził niemal 5 lat w więzieniu, co wpłynęło na złagodzenie wyroku. W 1968 został wydalony do Hiszpanii.
Był żonaty z Flor Chalbaud, z którą miał cztery córki. Miał również dziecko z Maritą Lorenz.

## Odznaczenia (lista niepełna)
- Wielki Łańcuch Orderu Wyzwoliciela (Wenezuela)
- Krzyż Wielki Orderu Francisco de Miranda (Wenezuela)
- Order Zasługi Republiki Federalnej Niemiec (1954, Niemcy)
- Kawaler Krzyża Wielkiego Udekorowany Wielką Wstęgą (1953, Włochy)[3]